# ディレンブルク
ディレンブルク (ドイツ語: Dillenburg, [ˈdɪlənbʊrk]) は、ドイツ連邦共和国ヘッセン州ギーセン行政管区のラーン＝ディル郡に属す市である。ヘッセン州中部の中規模都市で、かつてはディル郡の郡庁所在都市であった。
本市はドイツ＝オランダ休暇街道のオラニア＝ルートおよびドイツ木組みの家街道沿いに位置しており、広域遊歩道ロタールシュタイクの起点でもある。

## 地理

### 位置
ディレンブルクは、ディル川沿いの谷に位置しており、市の北部でディーツヘルツェ川がディル川に注いでいる。市の南部では、シェルダー・ヴァルトから流れ下ったナンツェンバッハ川とシェルデ川がディル川に合流する。ディル川は西のヴェスターヴァルトと東のグラーデンバッハ山地との接合点となっており、シェルダー・ヴァルトもこれに含まれる。市の北西、ディル川とディーツヘルツェ川との間にロタール山地の支脈であるシュトルト山がある。また、市内の中核支部とマンデルバッハ地区との間にロタール山地南端の山であるガルゲンベルクがある。

### 隣接する市町村
ディレンブルクは、北はエッシェンブルク、東はジークバッハ、南はヘルボルンおよびブライトシャイト、西はハイガーと境を接している。隣接する市町村はいずれもラーン＝ディル郡に属している。

### 市の構成
ディレンブルクは、中核市区とドンスバッハ、アイバッハ、フローンハウゼン、マンデルバッハ、ナンツェンバッハ、ニーダーシェルト、オーバーシェルトの各市区からなる。

## 歴史
ディレンブルクは1254年に初めて文献に記録されている。90年後の1344年に皇帝ルートヴィヒ4世フォン・バイエルンから都市権を授けられた。
ディレンブルクは、ナッサウ家のオラニア家系の本拠地であった。現在の城山に13世紀末または14世紀初めにディレンブルク城が建設された。この城砦はナッサウ家にとって、ヘルボルン城のようなヘッセン方伯のレーエン城砦ではなく、自前の城砦であったため、高い重要性を有していた。この城砦の絵図は遺されていない。この城はおそらく木造で、デルンバッハのフェーデのために1323年頃に破壊された。

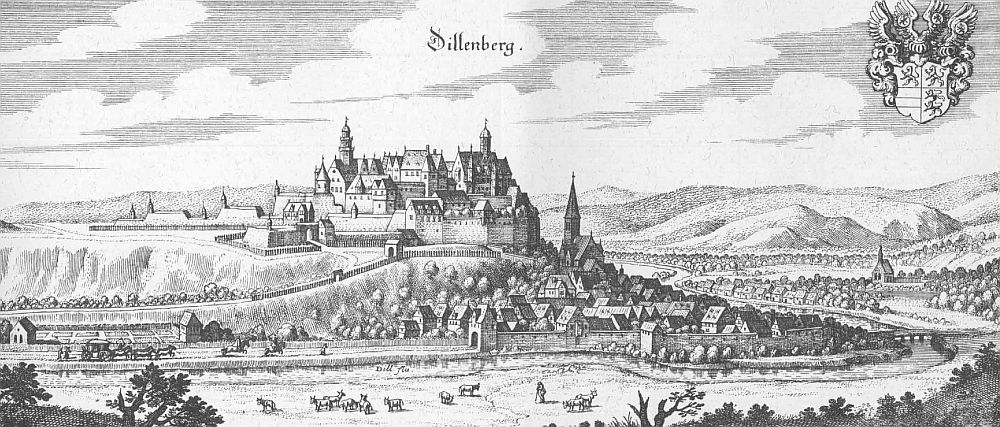
1655年のマテウス・メーリアンの銅版画に描かれたディレンブルク

16世紀に旧城砦跡にディレンブルク城館を含むナッサウ＝ディレンブルク伯の宮殿が建設された。1536年からこれと並行して近代的な防衛施設の拡充がなされた。ディレンブルク生まれのヴィルヘルム・フォン・オラニエがこの城に亡命してオランダの対スペイン抵抗運動（1567年 - 1572年）を組織したことが、現在もこの町をオランダ王家と結びつけている。この地方は、ナッサウ＝ディレンブルク家の行政管区長官によって運営されていた。最後の長官の1人がプロイシェンおよびリーベンシュタイン男爵ゲオルク・エルンスト・ルートヴィヒである。
1723年に大火が街の大部分を壊滅させた。200棟以上の建物が炎の犠牲となった。この火災後に建設された多くの木組み建築が現在も遺されている。
七年戦争中の1760年にディレンブルク城館は破壊された。城館の廃材からヴィルヘルム通りの建物が建設された。ヴィルヘルムス通りは、たとえばヴィルヘルムス塔と同様、2010年6月8日に武力紛争の際の文化財の保護に関する条約（ハーグ協定）の保護下に置かれた。ヴィルヘルムス通りにはヘッセン州立馬牧場がある。
16世紀に造られた旧城館下の防爆室は、その一部が現存しており、ヨーロッパ最大の地下防衛施設の1つとなっている。この防爆室は戦時には2,000人以上の兵士を収容した。この施設は一部が公開されており、一巡することができる。この施設も、ヴィラ・グリュン同様ハーグ協定の保護下にある。
ナッサウ公国では、この街はアムト・ディレンブルクの本部およびディレンブルク宮廷裁判所の所在地であった。
1875年に、現在この街の象徴的建造物となっているヴィルヘルムス塔が城山に完成した。この塔は、ヴィルヘルム・フォン・オラニエを記念したものである。
19世紀にギーセンからケルンに至る鉄道路線の一部であるジーク＝ディル線の建設により工業化革命が始まった。この地域はラーン川、ディル川、ジーク川流域で発見された鉄鉱石を利用することで発展した。採鉱、冶金、金属加工分野で数多くの企業が創設された。この頃、ディレンブルクから多くの鉄道支線が建設された。ゲンネルンやエーヴェルスバッハへの路線がその例である。ゲンネルンへの路線は1987年に廃止され、完全に撤去された。蒸気機関車時代、多くの支線のために必要だった操車場は1983年に閉鎖された。
第二次世界大戦中、現在は廃止されている操車場を有していたディレンブルクは連合国の爆撃目標とされた。第二次世界大戦後、採鉱はますます採算が合わなくなっていった。1968年に、オーバーシェルト市区の最後の高炉が操業停止した。
2006年9月17日の悪天候により、1 m2 あたり 103 リットルの雨が降った。ディル川とその支流のシェルデ川の水位は堤防を越え、オーバーシェルト市区およびニーダーシェルト市区に流れ込んだ。1000戸の地下室が完全に浸水し、病院も被害を受け、一部は避難が必要であった。この被害総額は、2千万ユーロをはるかに超えた。
2007年に連邦道 B277号線のバイパス道路として城山トンネルが開通した。このトンネルは城山の下を通って歴史的な木組み建築都市を迂回している。

### 市町村合併
1971年10月1日にアイバッハ、同年12月31日にマンデルバッハ、1972年4月1日にナンツェンバッハがディレンブルクにそれぞれ自主的に合併した。
ヘッセン州の地域再編に伴って、1977年1月1日にそれまで独立した町村であったドンスバッハ、フローンハウゼン、ニーダーシェルト、オーバーシェルトが「ディル郡、ギーセン郡、ヴェッツラー郡とギーセン市の新設に関する法律」に基づいてディレンブルク市に合併した。

### 領邦、行政機構
以下にディレンブルクの領邦および行政機構を列記する。
- 1739年以前: 神聖ローマ帝国ナッサウ＝ディレンブルク伯/侯領（ドイツ語版）アムト・ディレンブルク
- 1739年から: 神聖ローマ帝国ナッサウ＝ディーツ侯領アムト・ディレンブルク
- 1806年 - 1813年: ベルク大公国（ドイツ語版、英語版）ジーク県ディレンブルク小郡
- 1813年 - 1815年: ナッサウ＝オラニエ侯国アムト・ディレンブルク
- 1816年から: ドイツ連邦ナッサウ公国アムト・ディレンブルク
- 1849年から: ドイツ連邦ナッサウ公国クライスアムト・ディレンブルク
- 1854年から: ドイツ連邦ナッサウ公国アムト・ディレンブルク
- 1867年から: 北ドイツ連邦プロイセン王国ヘッセン＝ナッサウ州（ドイツ語版、英語版）ヴィースバーデン県ディル郡
- 1871年から: ドイツ国プロイセン王国ヘッセン＝ナッサウ州ヴィースバーデン県ディル郡
- 1918年から: ドイツ国プロイセン自由州ヘッセン＝ナッサウ州ヴィースバーデン県ディル郡
- 1932年から: ドイツ国プロイセン自由州ヘッセン＝ナッサウ州ヴィースバーデン県ディレンブルク郡
- 1933年から: ドイツ国プロイセン自由州ヘッセン＝ナッサウ州ヴィースバーデン県ディル郡
- 1945年から: アメリカ占領地区（ドイツ語版）グロース＝ヘッセン（ドイツ語版、英語版）、ヴィースバーデン行政管区ディル郡
- 1949年から: ドイツ連邦共和国ヘッセン州ヴィースバーデン行政管区ディル郡
- 1968年から: ドイツ連邦共和国ヘッセン州ダルムシュタット行政管区ディル郡
- 1977年から: ドイツ連邦共和国ヘッセン州ダルムシュタット行政管区ラーン＝ディル郡
- 1981年から: ドイツ連邦共和国ヘッセン州ギーセン行政管区ラーン＝ディル郡

## 住民

### 人口推移
| 年   | 人口（人） |
| ---- | ---------- |
| 1834 | 2,544      |
| 1840 | 2,629      |
| 1846 | 2,889      |
| 1852 | 2,741      |
| 1858 | 2,745      |
| 1864 | 3,024      |
| 1871 | 3,319      |
| 1875 | 3,676      |
| 1885 | 3,823      |
| 1895 | 4,090      |

| 年   | 人口（人） |
| ---- | ---------- |
| 1905 | 5,040      |
| 1910 | 5,371      |
| 1925 | 6,011      |
| 1939 | 6,788      |
| 1946 | 9,237      |
| 1950 | 10,116     |
| 1956 | 10,331     |
| 1961 | 10,658     |
| 1967 | 10,412     |
| 1970 | 10,247     |
| 1971 | 12,854     |
| 1972 | 14,396     |
| 1977 | 24,837     |
| 1998 | 25,053     |
| 1999 | 25,124     |

| 年   | 人口（人） |
| ---- | ---------- |
| 2000 | 25,092     |
| 2001 | 25,017     |
| 2002 | 24,923     |
| 2003 | 24,681     |
| 2004 | 24,533     |
| 2006 | 24,305     |
| 2009 | 23,637     |
| 2010 | 22,960     |
| 2011 | 23,790     |
| 2013 | 23,602     |
| 2015 | 23,510     |
| 2020 | 23,261     |

出典: 

## 行政

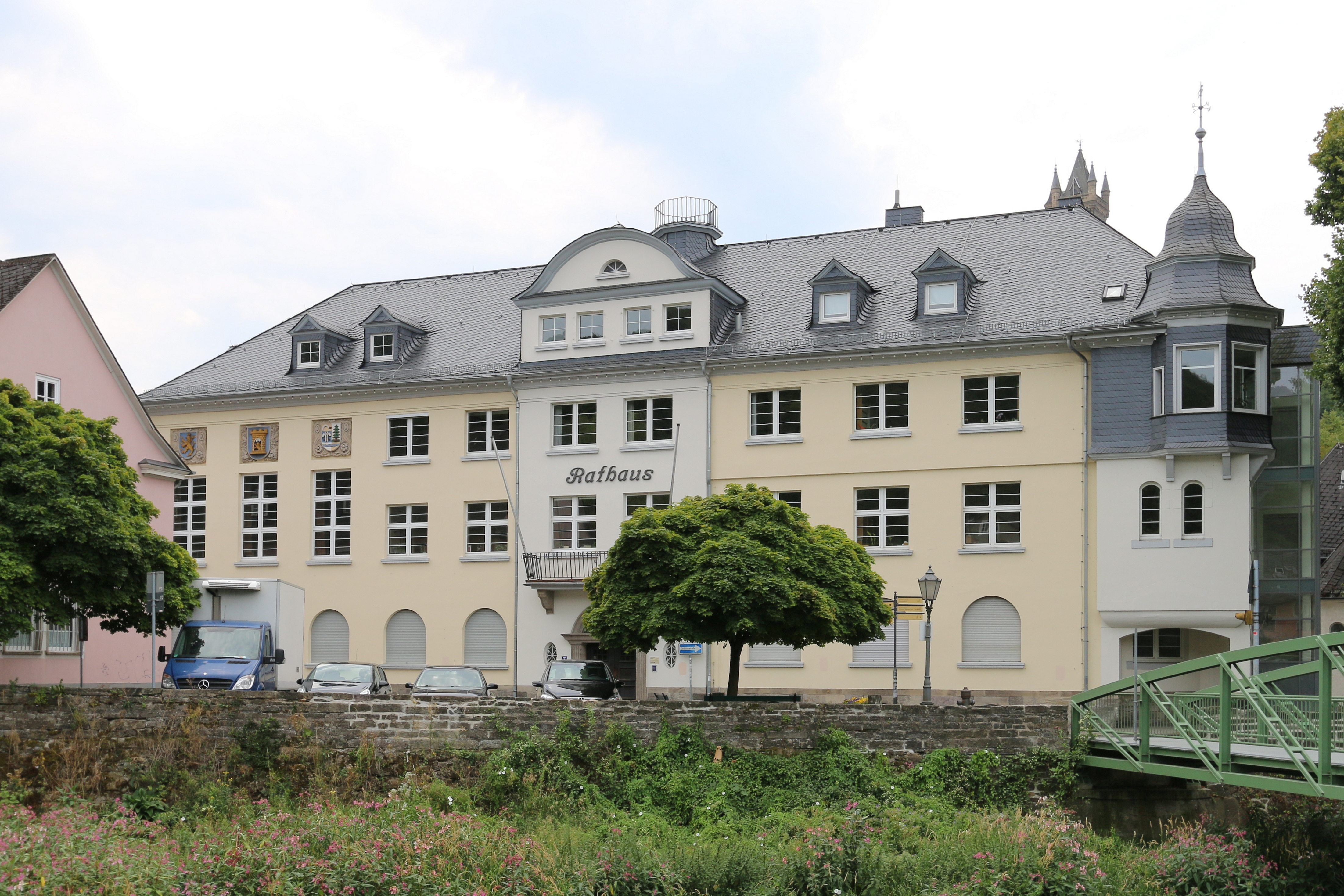
ディレンブルク市庁舎

### 市議会
市議会は、本市の最高機関である。その議員は5年ごとに市の有権者の投票により選出される。選挙権は満18歳以上のドイツ基本法に基づくドイツ国民またはEU加盟国の国民で、少なくとも3か月以上本市に居住する者である。
ディレンブルク市の市議会は、37人の議員で構成されている。

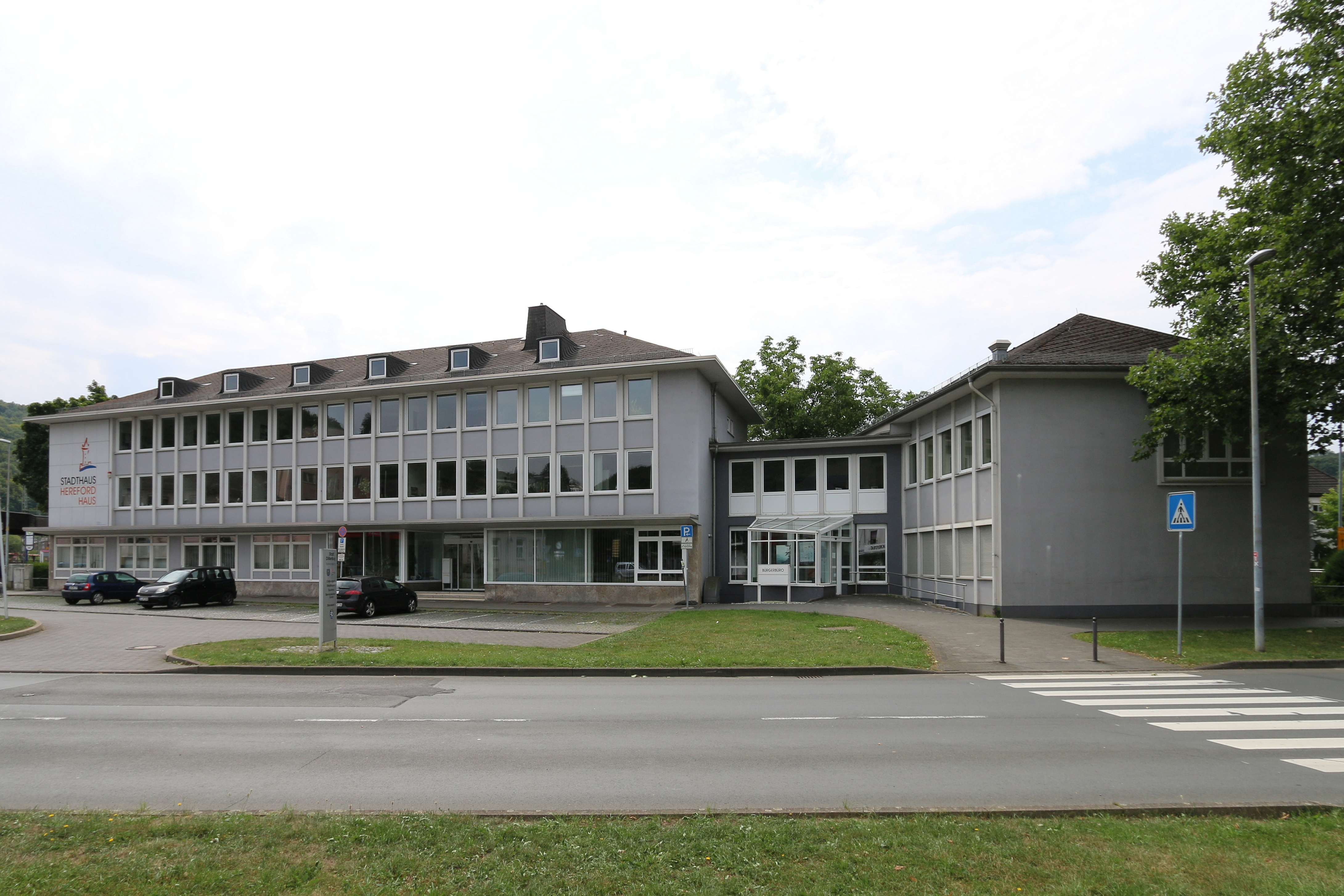
姉妹都市にちなんで命名されたヘレフォード＝ハウス

### 姉妹都市
- ブレダ（オランダ、北ブラバント州）
- ディースト（オランダ語版、英語版）（ベルギー、フラームス＝ブラバント州）
- オランジュ（フランス、ヴォクリューズ県）

ディレンブルクは1963年に上記3都市と「オラニエ都市連合」を結成した。これらの都市は、ナッサウ＝オラニエ家の重要な宮廷都市であった。
- ヘレフォード（イギリス、ヘレフォードシャー）1989年

この姉妹都市協定は、ディレンブルク側は「ドイツ＝イングランド協会」、ヘレフォード側は「トワイニング＝アソシエーション」が担当している。2005年にシュタットハウス（市庁舎の分館で、観光オフィスや自動車登録事務所などが入居している）が「ヘレフォード＝ハウス」と改名された。

### 紋章
図柄: 青地に胸壁を戴く金色の塔。塔の大きな門の中に金色の獅子と引き上げられた銀色の格子が見られる。

## 文化と見所

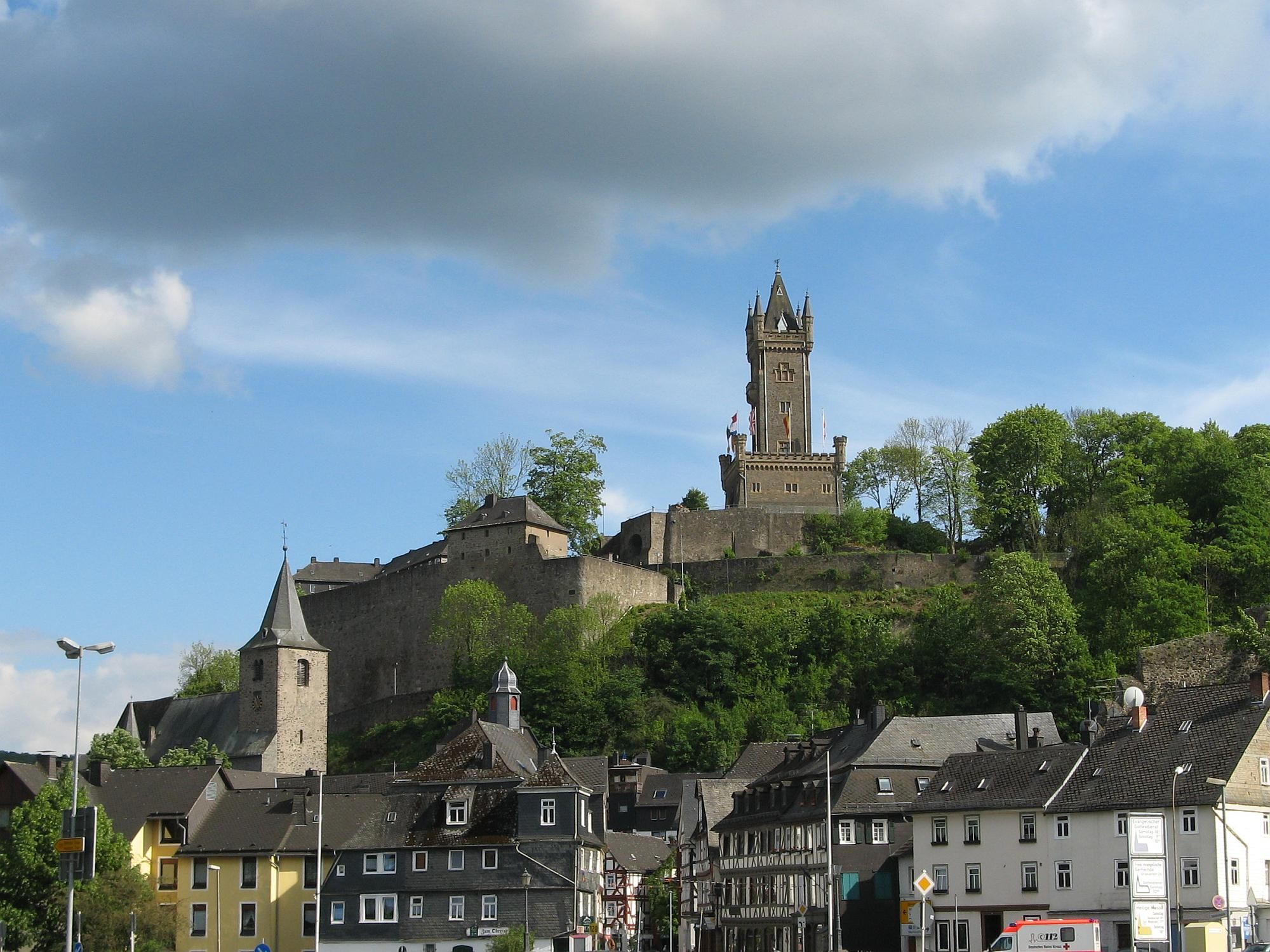
旧市街の高台、ディレンブルク城趾に建つヴィルヘルム塔は、ディレンブルクの象徴的建造物であり、現在オラニエ＝ナッサウ博物館が入居している

特に遊歩道「ロタールシュタイク」によって、さらにはオランダとの歴史的な関係を通して、ディレンブルクは観光の目的地となっている。

### 博物館
ディレンブルクには、1760年に破壊されたディレンブルク城趾にオラニエ＝ナッサウ博物館が入居するヴィルヘルムス塔や経済史博物館「ヴィラ＝グリュン」がある。オランジュリーの馬車博物館は、ヘッセン州立馬牧場内にある。

### 建築
ディレンブルクの有名な建造物としては、たとえば、1872年 - 1875年のヴィルヘルムス塔、16世紀のディレンブルク城館の防爆室、1491年建造の福音主義市教会、1597年建造のディル塔がある。この他に1531年から1533年に建造された牧師館、1344年建造のウンタートーア（下の門、1594年と1737年に改築されている）、数多くの木組み建築が建ち並ぶ歴史的旧市街の建築アンサンブルも見応えがある。
1885年に建設された高さ 6 m の展望パビリオンであるビスマルクテンペルは、市の中心部北東にあるヴァインベルクに建っている。
- 経済史博物館が入居するヴィラ＝グリュン
- 馬車博物館が入居するオランジュリー
- 福音主義市教会
- 都市防衛施設の一部であるディル塔
- 牧師館
- ウンタートーア
- 木組み建築が立ち並ぶディレンブルク旧市街
- ビスマルクテンペル

### 公園
ディレンブルクには歴史的な宮廷庭園がある。ドンスバッハ地区にはドンスバッハ猟獣園がある。

### 遊歩道と自転車道
ディレンブルクは、この街を通り、あるいは起点として中低山地を通る遊歩道が交差する街である。ディレンブルクからブリーロンに至る「ロタールシュタイク」、ディレンブルクからデュッセルドルフ＝ベンラートに至る「シュレッサーヴェーク」、ディレンブルクからザルツコッテンに至る「ウプラントヴェーク」、ハイガーからヴェッツラーへの「ディル遊歩道」、ディレンブルクからマールブルクへの「ラーン＝ディル＝ベルクラント＝プファート」などが含まれる。ディレンブルクの周りには約 25 km の「オラニアープファート」がある。「クックックスヴェーク」と「エッシェンブルクプファート」の2つの「ラーン＝ディル＝ベルクラント＝エクトラツアー」は、アイバッハ地区およびナンツェンバッハ地区を起点としている。
フランケンベルク (エーダー) からリムブルク・アン・デア・ラーンを通ってヘッペンハイムに至るヘッセン広域自転車道 R8号線がディルブルクを通っている。

### 観光街道
ディレンブルクは多くの観光街道沿いに位置している。ドイツ木組みの家街道のラーンタール＝ラインガウ区間はディレンブルクを起点とする。オラニエ＝ナッサウ家にゆかりのオランダ諸都市とドイツの9つの州を結ぶ全長 2,400 km のオラニア＝ルートもこの街を通っている。

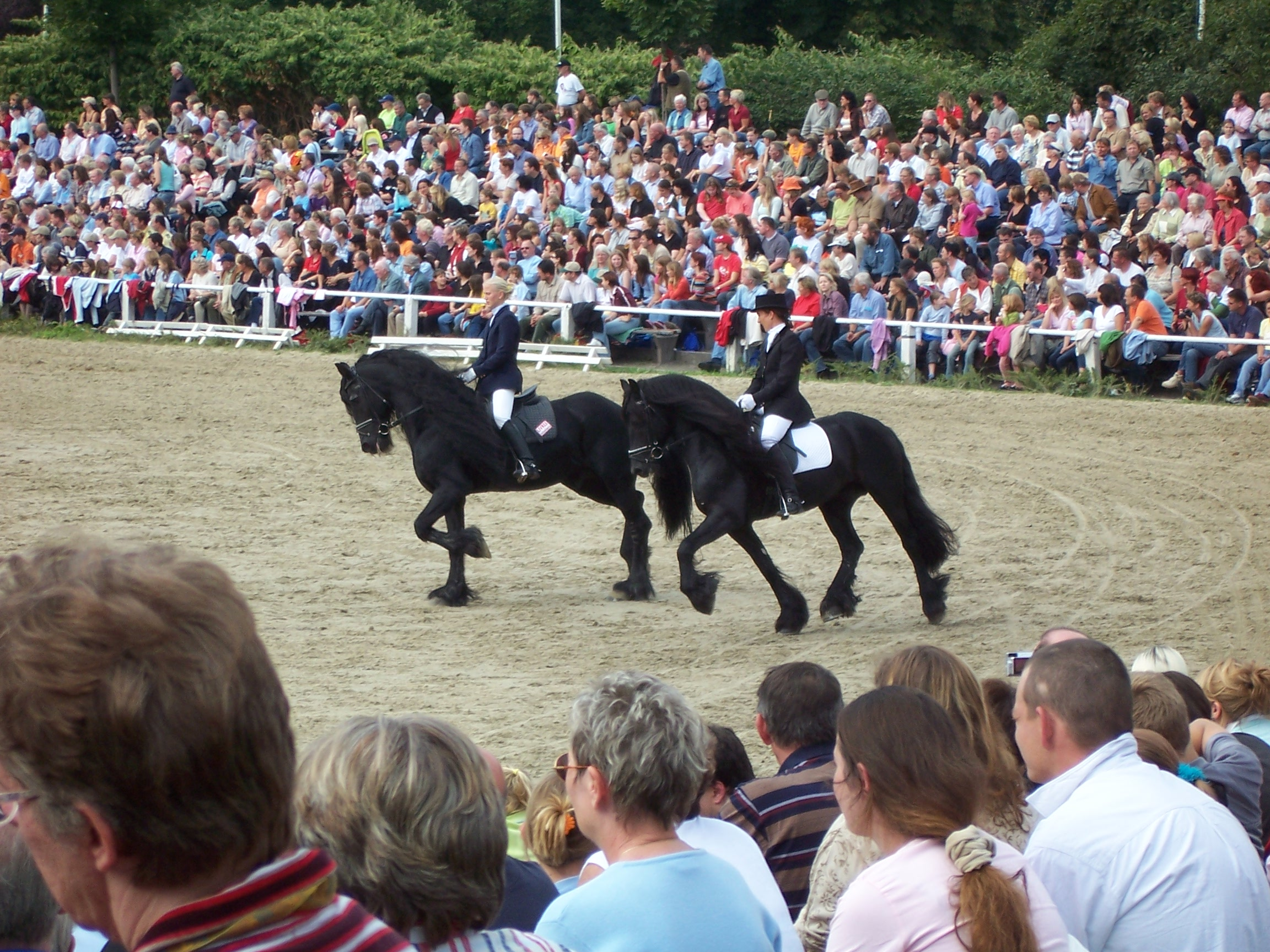
ヘングストパラーデ

### 年中行事
ヘッセン州立馬牧場は、2年ごとにヘングストパラーデ（馬のパレード）を開催している。ここでは、毎年、馬車試合や様々な馬のショーが開催されている。
1975年から毎年、ディレンバッハのバッハ週間が開催される。
2001年から7月に「アクヴァレーナ＝ナハト」と呼ばれるイベントが開催される。このイベントでは、野外パーティー開かれ、大きな花火が打ち上げられる。この他のイベントとしては、6月のキルシェンマルクト（サクランボ市）や10月のフベルトゥス＝マルクトがある。
1978年から毎年6月に「ジャズ＝ウィークエンド」が開催され、数多くの音楽ファンがディレンブルクを訪れていた。何千人もの観客が内市街や城山に集まった。2010年の第33回ジャズ＝ウィークエンドでこの伝統的なイベントは終了した。
2007年から城山のヴィルヘルムス塔周辺で「中世城山スペクタクル」が行われている。6月の最終週末に、30人の武将、50人の商人、騎士、奇術師、楽士が城山にはるか昔の生活を再現する。

## 経済と社会資本

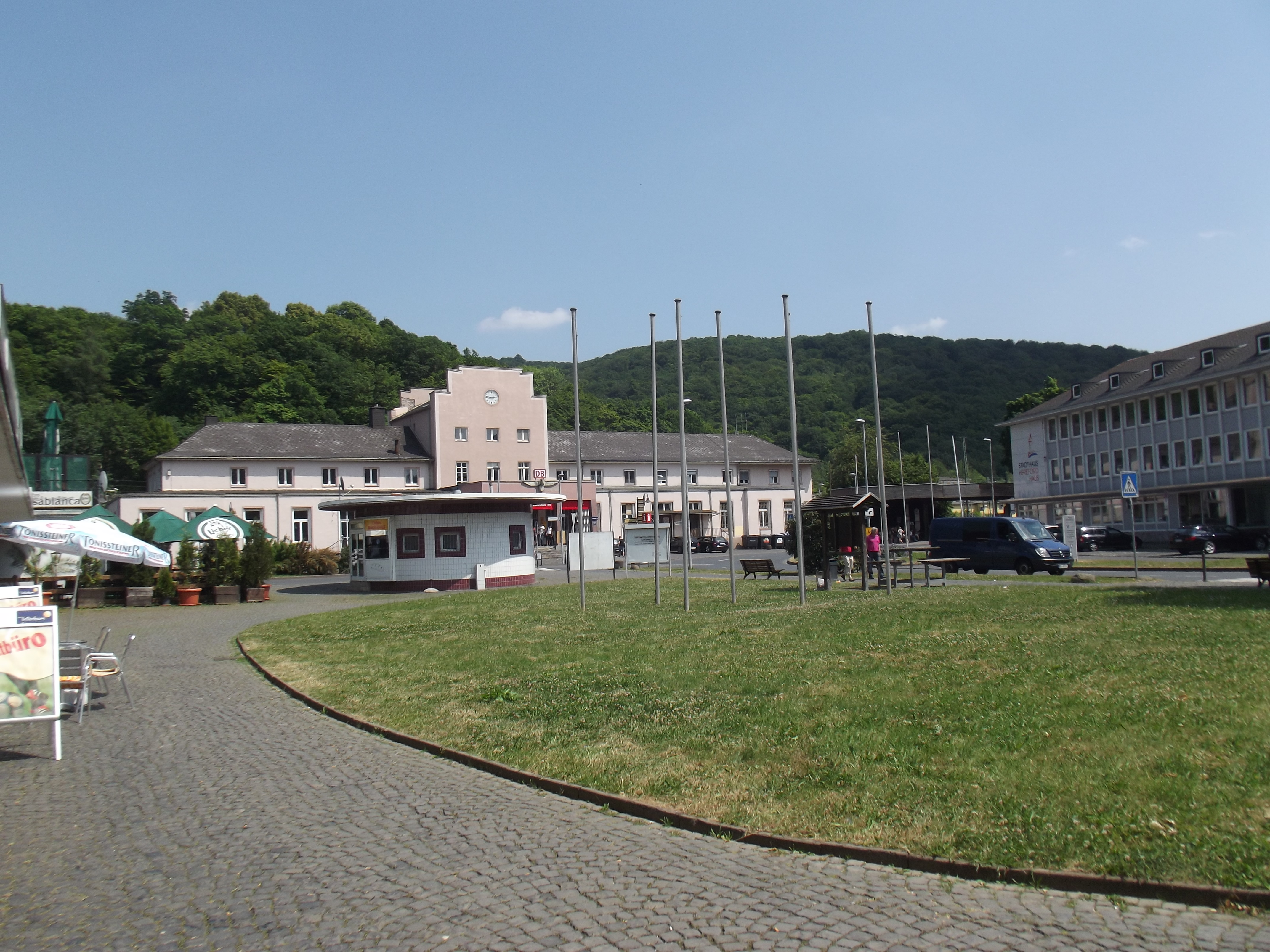
ディレンブルク駅

### 交通
多くの重要な交通路がディルタールを通っている。ディレンブルクは、ライン＝マイン地方を通って、ルール地方に通じる連邦アウトバーン A45号線「ザウエルラント線」に面している。このアウトバーンは、ディルタールの上流域を通っているため、ディレンブルク市内には、タールブリュッケ・ゼクスヘルデン、マールバッハタール橋、リュッツェルバッハタール橋が設けられている。この他に連邦道 B253号線と B277号線が通っている。B253号線は、ビーデンコプフ、フランケンベルク、フリッツラーを通ってメルズンゲンに至る。B277号線は、隣町のハイガーを起点とし、ヘルボルンを経由してヴェッツラーに至る。これらの連邦道は、ゼクスヘルデンとディレンブルク、ディレンブルクとジンとの間では、アウトバーン仕様に拡充されている。B277号線のディレンブルク内市街の交通量過多は、城山トンネルを含むバイパス道路の建設要因となった。現在では B277号線の2つの拡充区間をこのバイパス道路が結んでいる。ヴェッツラーやジーゲンを経由するケルン＝ギーセン鉄道の一部であるディル区間は、ラインラントを含むミッテルヘッセンとルール地方とを結んでいる。ディレンブルク駅はシェルダー・ヴァルトでの鉄鉱石採掘により、かつては重要な貨物駅であった。
最寄りの国際空港は 107 km 離れたフランクフルト国際空港、121 km 離れたケルン / ボン空港である。ジーガーラント空港までは 22 km の距離にある。

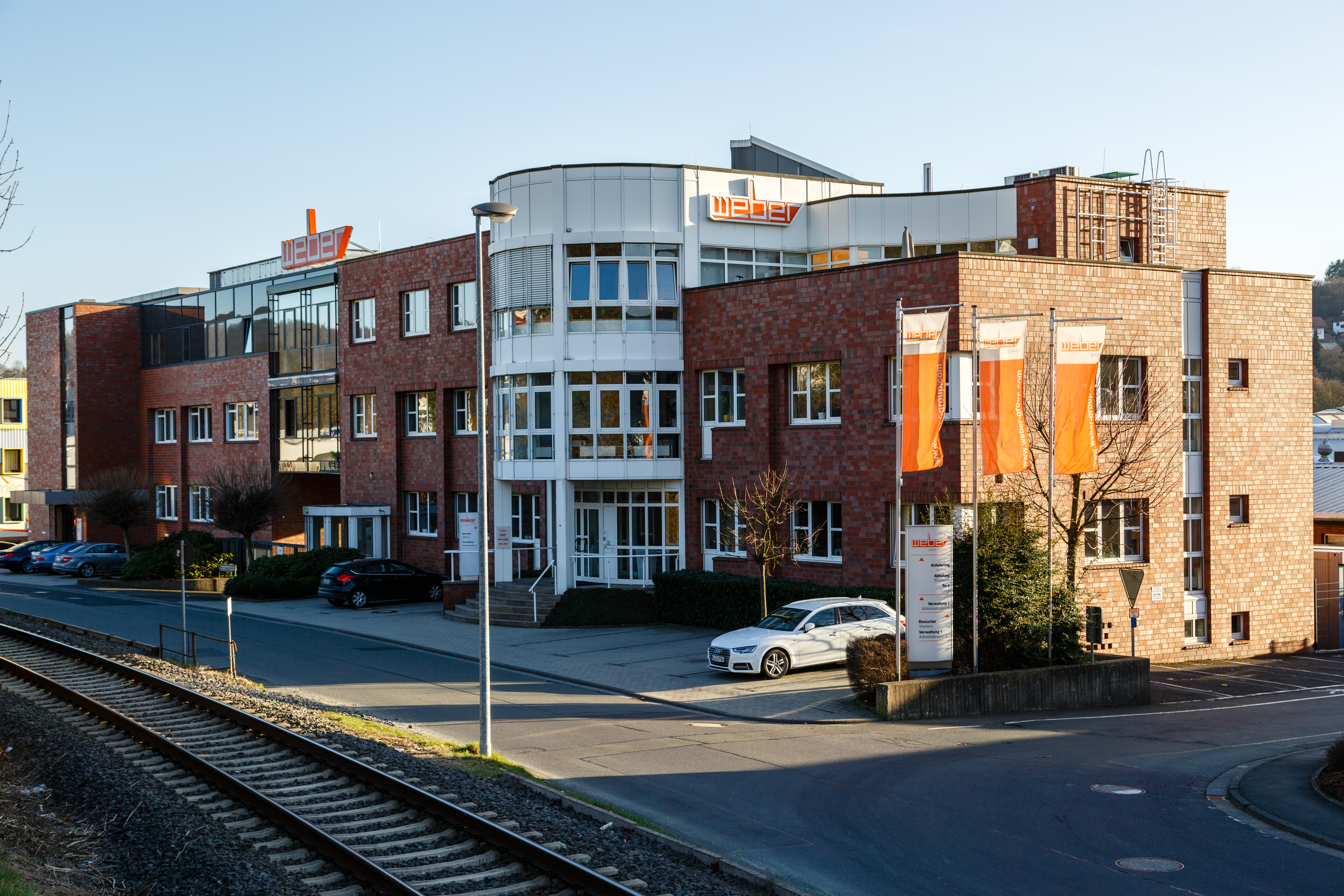
ヴェーバー・グループ社屋

### 地元企業
ディレンブルクには、コーラインGmbH、イザベレンヒュッテ・ホイスラーGmbH & Co. KG、ヴェーバー合成樹脂技術、リンデ＋ヴィーマン、シュトレーアー＝セラミック、ヴェンデル琺瑯、フリートハイム・ロー・グループのシュターロ鉄鋼販売 GmbH & Co. KG の本社がある。この他に、中核市区とフローンハウゼンとの間の北部工業地区にオウトクンプ・ニロスタが、オーバーシェルト地区に EAM エナジーネット＝ミッテが、マンデルバッハ地区にコンフィズール・レダラッハ・ドイチュラント GmbH & Co. KG のチョコレート / プラリネ工場がある。
ドイツテレコムは、ガルデンベルク＝レーレンにデータセンターを有している。

### メディア
- ラーン＝ディル新聞グループのディル＝ポスト
- ディル＝ツァイトゥング（ヴァイデンバッハ出版社）

### 公共機関
- ディレンブルク区裁判所
- 警察署
- 消防団
- ディル＝クリニーケン（病院）
- ディアコニシェス・ヴェルク（慈善施設）

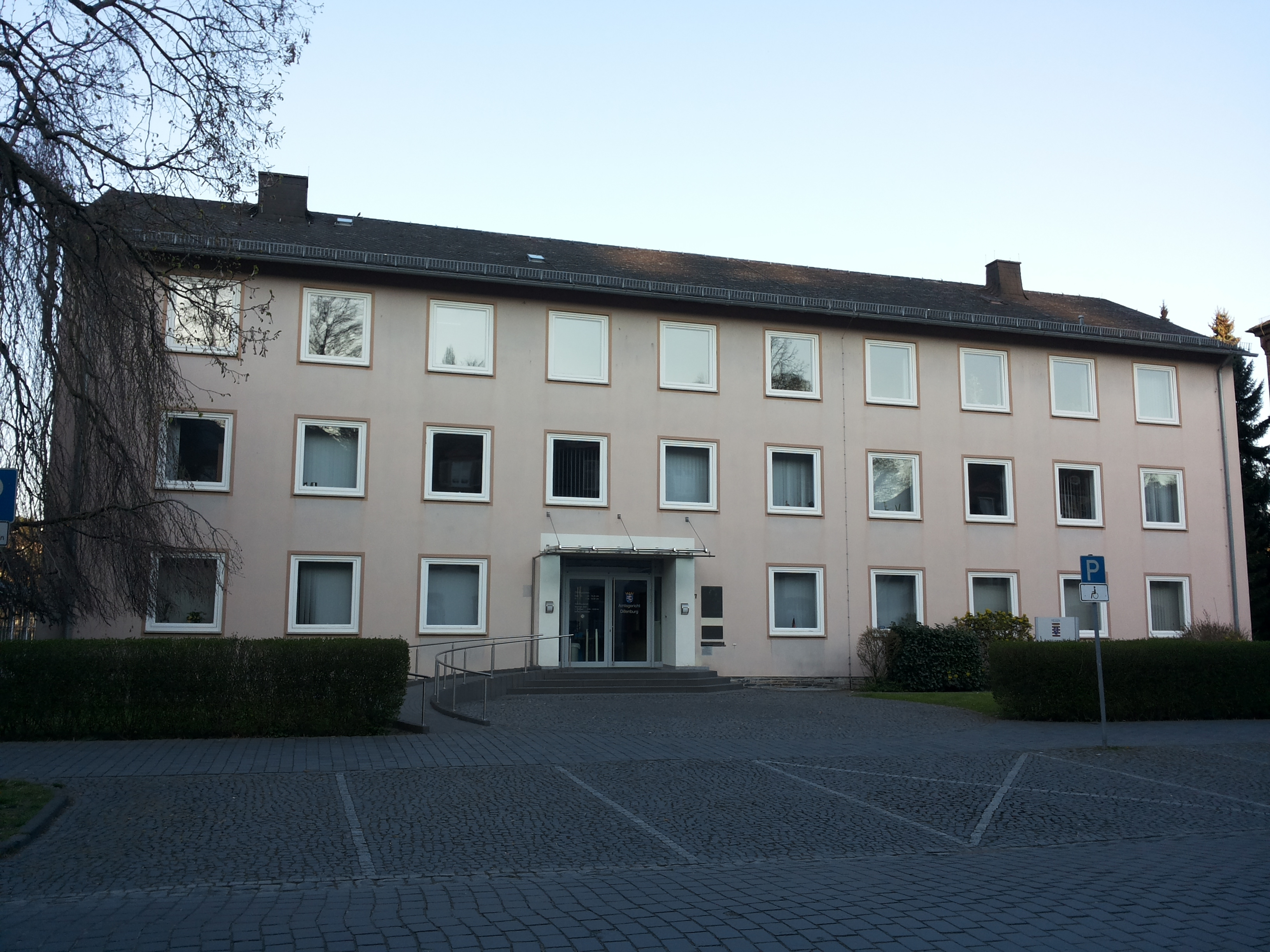
ディレンブルク区裁判所

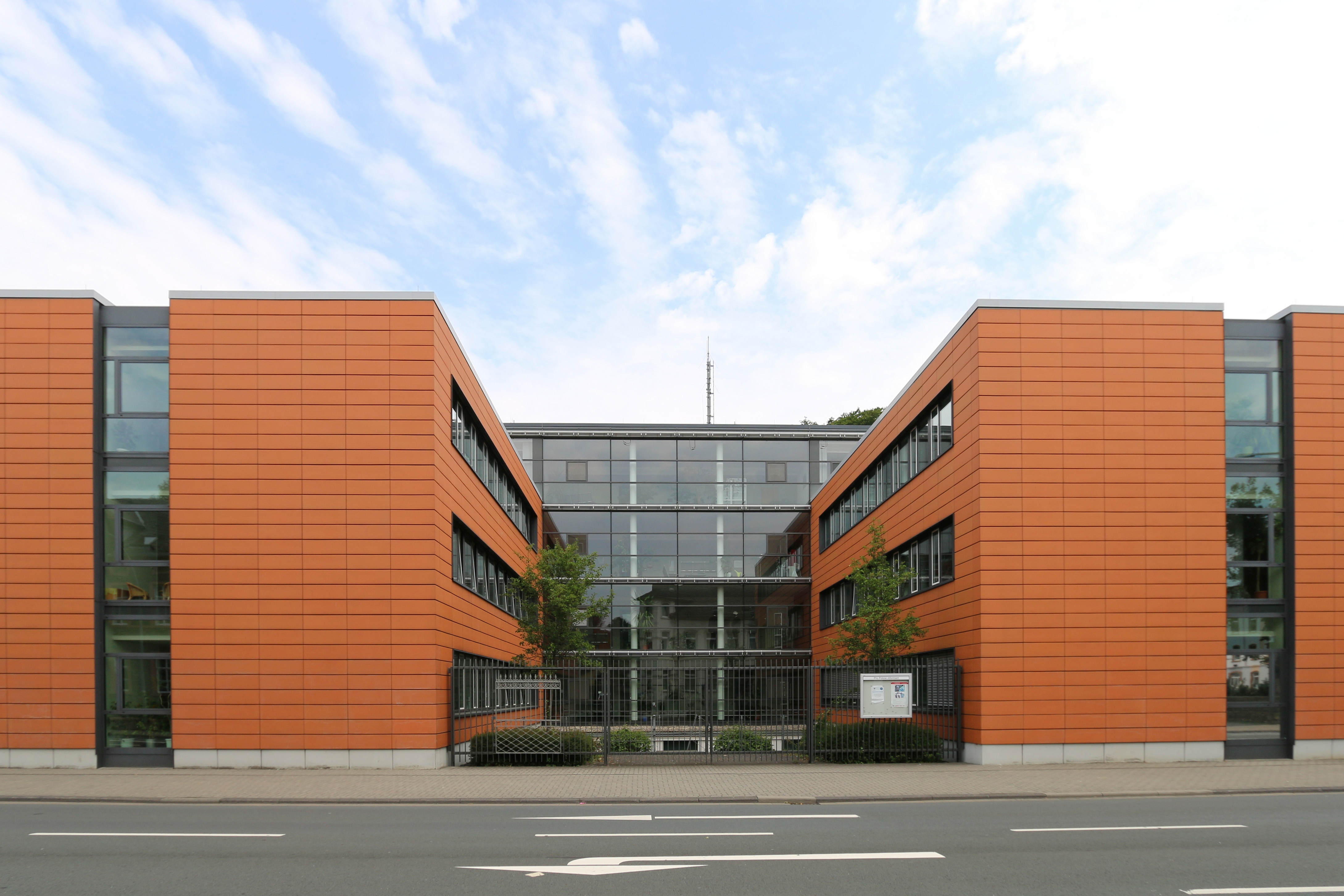
ディレンブルク警察署

- ドイツ赤十字社クライスフェアバント・ディルクライス
- ラーン＝ディル郡青年局
- ラーン＝ディル郡青年育成施設
- ディレンブルク生活援助 e.V.
- ラーン＝ディル郡社会局
- ヘッセン自動車局ディレンブルク支所（管轄: ラーン＝ディル郡およびリムブルク＝ヴァイルブルク郡）

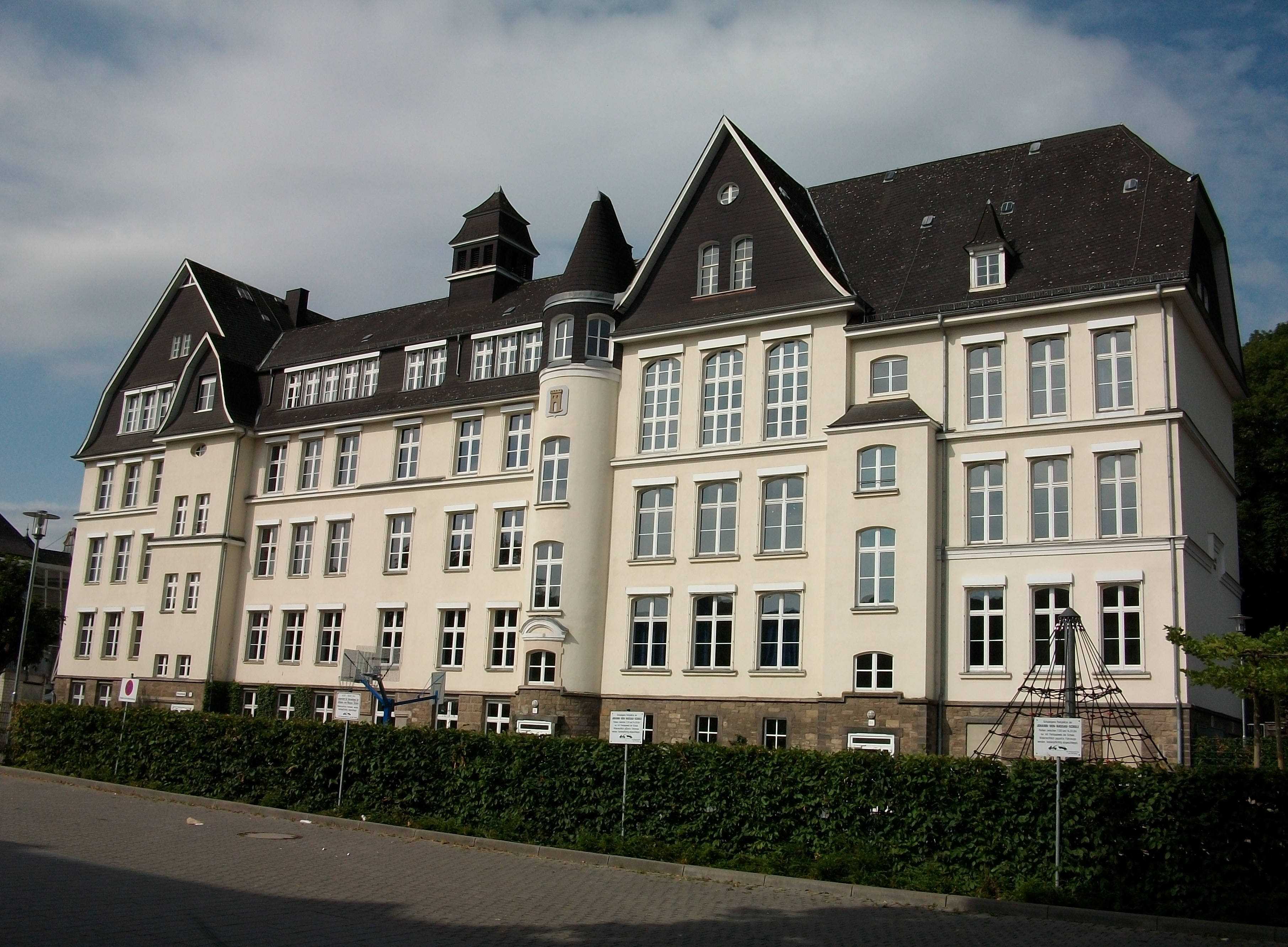
ヨハン＝フォン＝ナッサウ＝シューレ

- 技術救援活動組織

### 教育
- ユリアーネ＝フォン＝シュトルベルク＝シューレ（基礎課程学校）
- ヨハン＝フォン＝ナッサウ＝シューレ（本課程・実科学校）
- ヴィルヘルム＝フォン＝オラニエ＝シューレ（ギムナジウム）
- ゲヴェルプリッヒェ・シューレン（職業学校）
- カウフメニシェ・シューレン（職業学校）
- オトフリート＝プロイスラー＝シューレ（特殊学校）
- ゴルトバッハシューレ（本課程・実科学校）
- シェルダーヴァルト＝シューレ（基礎課程学校）
- ローテベルク＝シューレ（基礎課程学校）
- ラーン＝ディル＝アカデミー（市民大学）
- 4つの幼稚園（運営母体: 福音主義、カトリック、市、労働者福祉団体）

## 人物

### 出身者
- ウィレム1世（1533年 - 1584年）オラニエ公、ホラント、ゼーラントの総督
- ヨハン6世（1535年 - 1606年）ナッサウ＝ディレンブルク伯
- マウリッツ（1567年 - 1625年）オラニエ公、オランダ総督
- エルンスト・カシミール（1573年 - 1632年）ナッサウ＝ディーツ伯、フリースラント、フローニンゲン、ドレンテの総督
- ヨハン・マウリッツ（1604年 - 1679年）ナッサウ＝ジーゲン伯/侯、オランダ領ブラジル総督
- ポール・アルトゥール・シルプ（1897年 - 1993年）哲学者
- マティアス・クレック（1947年 - ）数学者
- マリア・クリーゲル（1952年 - ）チェロ奏者

### ゆかりの人物
- ゲオルク・ルートヴィヒ・ハルティヒ（ドイツ語版、英語版）（1764年 - 1837年）林学者。1797年から1806年までディレンブルクの森林管理官を務めた。